# Henryk Radziszewski
Henryk Aleksander Radziszewski herbu Radwan (ur. 27 lipca 1873 w Brukseli, zm. 10 kwietnia 1923 w Golinie) – polski ekonomista, doktor filozofii, historyk gospodarczy, publicysta, działacz polityczny, poseł na Sejm Ustawodawczy i I kadencji w II RP z ramienia Związku Ludowo-Narodowego.

## Życiorys
Studiował w Paryżu w École de Droit i École de Sciences Politiques. Studia ukończył z nagrodą i wyróżnieniem. Studiował również w Londynie i Petersburgu. W 1917 uzyskał stopień doktora filozofii na Uniwersytecie Jagiellońskim.
Był docentem na Uniwersytecie Jagiellońskim w Krakowie, pracownikiem naukowym Wyższej Szkoły Rolniczej w Krakowie oraz Uniwersytetu w Lublinie. W Warszawie był profesorem Szkoły Głównej Gospodarstwa Wiejskiego i docentem Uniwersytetu Warszawskiego. Był członkiem Towarzystwa Naukowego Warszawskiego i komisji historycznej Polskiej Akademii Umiejętności w Krakowie. Udzielał się w stowarzyszeniach społecznych. Był członkiem Towarzystwa Popierania Przemysłu i prezesem Stowarzyszenia Pracowników Handlowych oraz Towarzystwa Polsko-Francuskiego. Publikował artykuły na tematy ekonomiczne w „Bibliotece Warszawskiej”, „Przeglądzie Narodowym”, „Ekonomiście”, „Revue Politique et Parlamentaire”, „Gazecie Warszawskiej”, „Gazecie Porannej” oraz „Kurierze Warszawskim”. 
Przed I wojną światową został członkiem Ligi Narodowej. W 1918 roku został członkiem Rady Stanu. W 1919 roku uzyskał mandat posła na Sejm Ustawodawczy z listy nr 5 (ZLN) w okręgu wyborczym nr 10 (Kalisz). W 1922 roku odnowił mandat poselski z listy nr 8 (Chrześcijański Związek Jedności Narodowej) w okręgu wyborczym nr 16 (Kalisz). W obu kadencjach pracował w komisji skarbowo-budżetowej. Zmarł w trakcie kadencji.

## Życie prywatne
Był synem Franciszka Ksawerego Radziszewskiego i Haliny z Jaworowskich. Jego ojciec był powstańcem styczniowym i emigrantem politycznym mieszkającym w Belgii. W 1915 roku ożenił się w warszawskiej parafii św. Krzyża z Zofią Kiersnowską.

## Prace[1][3]
- Skarb i organizacja władz skarbowych w Królestwie Polskim
- Zarys przemysłu Królestwa Polskiego
- Podatki gruntowe w Królestwie Polskim
- Statystyka stosunków handlowych Królestwa Polskiego z Anglią
- L’ instruction politique au Royaume de Pologne
- Warszawa — gospodarstwo miejskie
- Polska idea ekonomiczna
- Bank Polski
- Piotr Steinkeller
- Nauka skarbowości
- Statystyka szkolnictwa początkowego
- Podręcznik ekonomii politycznej
- Polityka ekonomiczna